# Paul Williams (compositor)
Paul Hamilton Williams, Jr. (Omaha, Nebraska; 19 de septiembre de 1940) es un músico, compositor, autor y actor estadounidense.

## Carrera musical

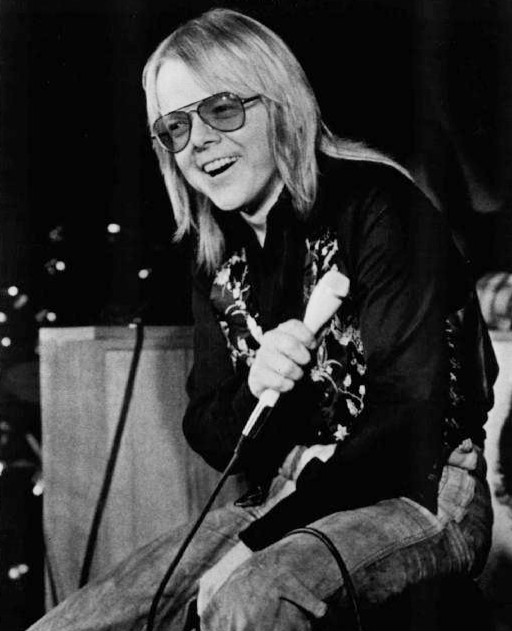
Paul Williams en 1974

Paul Williams es un prolífico compositor y cantante de un número importante de canciones de éxito en la década de 1970, incluso algunos éxitos de la banda Three Dog Night (An Old Fashioned Love Song, "The Family of Man", y "Out in the Country"), Helen Reddy ("You and Me Against the World"), y el gran éxito "We've Only Just Begun" de The Carpenters ("Rainy Days and Mondays," "I Won't Last a Day Without You". Colaboró tempranamente con Roger Nichols ("Someday Man"). 
Es un artista completo, actor, cantante, compositor y arreglista, su labor no solo se ciño al mercado discográfico, sino también a todo el mundo de la música y la actuación. Fue creador de canciones para shows y series de televisión, además de ambiciosas bandas sonoras, fue el compositor de la banda sonora del filme de culto El fantasma del paraíso (1974) de Brian de Palma, donde además es el villano de la película el malvado "Swan", también canta algunos temas. 
En 1977 se llevó el Óscar junto a Barbra Streisand por la composición conjunta de la canción "Evergreen" el tema de amor de la película "Nace una estrella" (1976)
Desde mediados de los años setenta hasta comienzos de los ochenta, fue un asiduo invitado en las más conocidas series de televisión de la época.
Además colaboró con  el dúo francés de música house Daft Punk,  uno de sus discos más exitosos  Random Access Memories  con la canción «Touch» coescrito por él mismo  quien además la interpreta.

## Como cantautor

### Álbumes
- Words & Music
- The Holy Mackerel (1969)
- We've Only Just Begun
- Someday Man (1970)
- Just an Old Fashioned Love Song (1971)
- Life Goes On (1972)
- Here Comes Inspiration (1974)
- A Little Bit of Love (1974)
- Phantom of the Paradise (1974)
- Ordinary Fool (1975)
- Classics (1977)
- A Little on the Windy Side (1979)
- Crazy for Loving You
- The Muppet Movie (1979)

### Grabaciones exitosas
- "(Just An) Old Fashioned Love Song" (from "An Old Fashioned Love Song" [1971])
- "Bitter Honey" (from "The Holy Mackerel" [1969])
- "Don't Call It Love" (from "Ordinary Fool" [1975])
- "Evergreen (Love Theme from A Star Is Born)" (from "Classics" [1977])
- "The Family of Man" (from "A Little Bit Of Love" [1974])
- "Faust" (from "Phantom of the Paradise" [1974])
- "Flash" (from "Ordinary Fool" [1975])
- "For Goodness Sake" (from "A Little On The Windy Side" [1979])
- "The Hell of It" (from "Phantom of the Paradise" [1974])
- "Here's Another Fine Mess" (from "A Little On The Windy Side" [1979])
- "If We Could Still Be Friends" (from "Here Comes Inspiration" [1974])
- "I Won't Last a Day Without You" (from "Life Goes On" [1972])
- "Let Me Be the One" (from "An Old Fashioned Love Song" [1971])
- "A Little Bit of Love" (from "A Little Bit Of Love" [1974])
- "Loneliness" (from "A Little Bit Of Love" [1974])
- "Ordinary Fool" (from "Ordinary Fool" [1975])
- "Out in the Country" (from "Life Goes On" [1972])
- "Rainy Days and Mondays" (from "Here Comes Inspiration" [1974])
- "Sad Song  (That Used to Be Our Song)"
- "Save Me a Dream" (from "A Little on the Windy Side" [1979])*
- "Someday Man" (from "Someday Man" [1970])
- "To Put Up with You" (from "Someday Man" [1970])
- "Trust" (from "Someday Man" [1970])
- "Waking Up Alone" (from "Classics" [1977])
- "We've Only Just Begun" (from "An Old Fashioned Love Song" [1971])
- "When I Was All Alone" (from "An Old Fashioned Love Song" [1971])
- "You and Me Against the World"(from "Here Comes Inspiration" [1974])
- "Touch (canción) (colaboración con Daft Punk) [2013]
- "Beyond (colaboración con Daft Punk) [2013]

## Canciones exitosas
- "Evergreen"
- "Rainy Days and Mondays"
- "We've Only Just Begun"
- "Rainbow Connection"
- "When the River Meets the Sea"
- "One More Angel"
- "Theme to the Love Boat"
- "Moonlight Becomes You"
- "You're Gone"

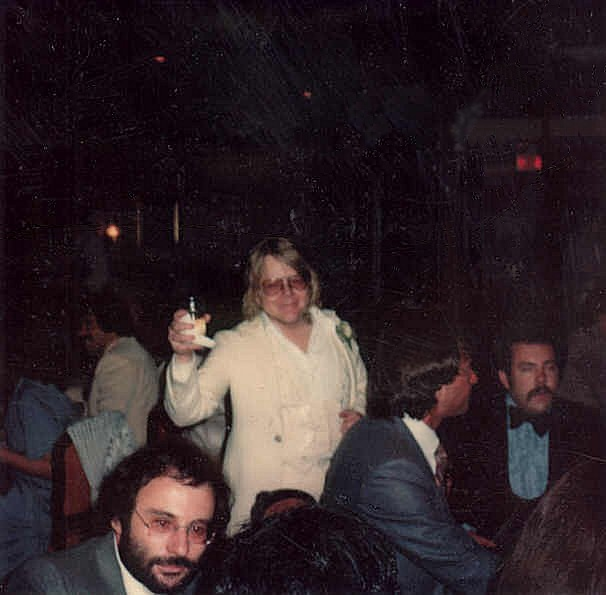
Paul Williams en una fiesta en 1976.

- "Waking Up Alone" (his biggest single as a performer)

### Música de películas
- Cinderella Liberty, 1973
- Thunderbolt and Lightfoot, 1974
- El fantasma del paraíso, 1974
- The Day of the Locust, 1975
- Bugsy Malone, 1975
- A Star Is Born, 1976
- Lifeguard, 1976 (theme song "Time and Tide")
- One on One, 1977
- Emmet Otter's Jug-Band Christmas, 1977
- The End, 1978
- Agatha, 1979
- The Muppet Movie, 1979
- The Secret of NIMH, 1982
- Ishtar, 1987
- The Muppet Christmas Carol, 1992
- A Muppets Christmas: Letters to Santa, 2008

### Música para teatro
- Bugsy Malone, 1997
- Happy Days, 2009

## Como actor

### Películas
- The Loved One, 1965
- The Chase, 1966
- Watermelon Man, 1970
- Battle for the Planet of the Apes, 1973
- El fantasma del paraíso, 1974
- Smokey and the Bandit, 1977, as Little Enos, a recurring part
- The Cheap Detective, 1978
- The Muppet Movie, 1979
- Stone Cold Dead, 1979
- Smokey and the Bandit II, 1980
- Rooster, 1982
- Smokey and the Bandit Part 3, 1983
- The Night They Saved Christmas, 1984, as Ed
- Frog, 1987
- The Doors, 1991
- Headless Body in Topless Bar, 1995
- The Rules of Attraction, 2002
- The Princess Diaries 2: Royal Engagement, 2004, as Lord Harmony
- Georgia Rule, 2007
- Baby Driver, 2017

### Teatro
- Under the Sycamore Tree
- Tru on Broadway, 1989

### Televisión
- Goliat
- Hawaii Five-O
- B. J. and the Bear
- Hardy Boys
- The Love Boat
- The McLean Stevenson Show
- Match Game
- The Gong Show
- It Takes Two
- Sugar Time!
- Baretta
- Emmet Otter's Jug Band Christmas, producido por Jim Henson
- The Muppet Show
- The Tonight Show with Johnny Carson
- The Brady Bunch Hour
- The Donny & Marie Show
- The Mary Tyler Moore Hour
- The Odd Couple ~ Temporada 5 1974-1974"  (Episodio 101: The Paul Williams Show)
- La isla de la fantasía--Man who wanted to be Don Quixote
- Babylon 5
- Walker: Texas Ranger
- Star Trek: Voyager
- Yo Gabba Gabba
- Dexter's Laboratory, as Professor Williams
- A Muppets Christmas: Letters to Santa, 2008, as the Head Elf
- Courage the Cowardly Dog, 2004, as Professor Lame

## Premios y distinciones
Premios Óscar
| Año  | Categoría          | Película                     | Resultado |
| ---- | ------------------ | ---------------------------- | --------- |
| 1975 | Mejor orquestación | El fantasma del paraiso      | Nominado  |
| 1977 | Mejor orquestación | Bugsy Malone                 | Nominado  |
| 1977 | Mejor Canción      | Ha nacido una estrella       | Ganador   |
| 1980 | Mejor orquestación | La película de los Teleñecos | Nominado  |
| 1980 | Mejor Canción      | La película de los Teleñecos | Nominado  |